# Marcus Piehl
Marcus Piehl (Linköping, 23 de agosto de 1985) es un deportista sueco que compitió en natación, especialista en el estilo libre.
Ganó dos medallas en el Campeonato Mundial de Natación en Piscina Corta, plata en 2006 y bronce en 2008, una medalla de oro en el Campeonato Europeo de Natación de 2008 y tres medallas en el Campeonato Europeo de Natación en Piscina Corta entre los años 2004 y 2008.

## Palmarés internacional
| Campeonato Mundial en Piscina Corta | Campeonato Mundial en Piscina Corta | Campeonato Mundial en Piscina Corta | Campeonato Mundial en Piscina Corta |
| Año                                 | Lugar                               | Medalla                             | Prueba                              |
| ----------------------------------- | ----------------------------------- | ----------------------------------- | ----------------------------------- |
| 2006                                | Shanghái ( China)                   | Medalla de plata                    | 4 × 100 m libre                     |
| 2008                                | Mánchester ( Reino Unido)           | Medalla de bronce                   | 4 × 100 m libre                     |
| Campeonato Europeo                  |                                     |                                     |                                     |
| Año                                 | Lugar                               | Medalla                             | Prueba                              |
| 2008                                | Eindhoven ( Países Bajos)           | Medalla de oro                      | 4 × 100 m libre                     |
| Campeonato Europeo en Piscina Corta |                                     |                                     |                                     |
| Año                                 | Lugar                               | Medalla                             | Prueba                              |
| 2004                                | Viena ( Austria)                    | Medalla de bronce                   | 4 × 50 m libre                      |
| 2006                                | Helsinki ( Finlandia)               | Medalla de oro                      | 4 × 50 m libre                      |
| 2007                                | Debrecen ( Hungría)                 | Medalla de oro                      | 4 × 50 m libre                      |